# Sinop (stad)
Sinop (Grieks: Σινώπη; Sinope) is een havenstad en badplaats op Kaap Ince, bij Kaap Sinop op het noordelijkste punt van de Turkse zijde van de Zwarte Zeekust, in de vroegere regio Paphlagonië, in het huidige noorden van Turkije dat historisch bekendstaat als Sinope. De plaats vormt de hoofdstad (İlçe Merkezi) van het gelijknamige district en de provincie Sinop in Turkije. De plaats telt 30.502 inwoners(2000).

## Geschiedenis
De eerste sporen van bewoning dateren uit de Bronstijd. De stad vormde lange tijd een Hettitische haven, die in Hettitische bronnen aangeduid werd als Sinuwa. In de 7e eeuw v.Chr. (631 v.Chr. volgens Eusebius) werd de stad vanuit Milete opnieuw gesticht als een Griekse kolonie. In de 7e eeuw v.Chr. zouden echter ook Cimmeriërs zijn neergestreken in de nabijheid van Sinope en daarbij de Griekse kolonisten hebben verdreven. Begin 21e eeuw werd een Cimmerisch graf gevonden in de buurt ten zuiden van de stad, wat dit lijkt te ondersteunen. Nadat de Cimmeriërs waren verdreven door de Lydiërs, vestigden de Miletiërs zich er zich in het derde kwart van de 7e eeuw.
Sinope maakte een grote bloeiperiode als Zwarte Zeehaven daar ze aan een karavaanroute lag die voerde vanuit de Boven-Eufraatvallei, haar eigen munten sloeg, zelf koloniën stichtte (onder andere Amisos, Kerusus en Trapezus) en haar naam gaf aan een rood arseen-sulfaat dat werd gedolven in Cappadocië ("rode aarde van Sinope" (Miltos Sinôpikê of sinopia). Tot de 4e eeuw v.Chr. wist de stad buiten de macht van de Perzen te blijven, maar in 183 v.Chr. werd het veroverd door Pharnaces I en door hem tot hoofdstad gemaakt van het koninkrijk Pontus. In 70 v.Chr. veroverde Lucullus de stad voor Rome en in 47 v.Chr. stichtte Julius Caesar er een Romeinse kolonie genaamd Colonia Julia Felix. De invloed van Sinope nam af in die tijd. Later werd het een onderdeel van het Byzantijnse Rijk. Nadat in 1204 tijdens de Vierde Kruistocht Constantinopel was veroverd, vormde het onderdeel van het keizerrijk Trebizonde totdat de Seltsjoeken van Rûm het veroverden in 1214.
Na 1261, toen de Seltsjoeken hun macht verloren, werd de stad de zetel van twee achtereenvolgende onafhankelijke emiraten: de Pervâne en de Candaroğlu. In 1458 werd het veroverd door het Ottomaanse Rijk. Na de vernietigende Slag bij Lepanto in 1571 liet de Ottomaanse sultan Selim I in Sinop enkele honderden schepen bouwen voor de Ottomaanse vloot. Hiertoe werden arbeiders uit het hele rijk naar Sinop gebracht, waarvan velen zich vestigden in de stad. Zij droegen, net als de Grieken, Tsjerkessen, Georgiërs, Bulgaren en Turken bij aan de culturele diversiteit in de stad.
In november 1853, tegen de start van de Krimoorlog, wist het Russische rijk onder leiding van admiraal Nachimov een Ottomaans fregateskader te vernietigen in Sinop tijdens de Slag bij Sinop, wat Frankrijk en Engeland de oorlog deed verklaren aan Rusland. Bij de slag werd de haven van Sinop met artilleriegranaten bestookt en werden grote delen van de stad door brand verwoest.

## Bezienswaardigheden
Het Fort van Sinop werd in de 7e eeuw v.Chr. gebouwd en huisvestte van 1887 tot 1997 de Gevangenis van het Sinopfort.

## Geboren
- Aquila van Sinope (2e eeuv v.Chr.), een vertaler van de Hebreeuwse Bijbel
- Diogenes van Sinope (404 v.Chr. — 323 v.Chr.), filosoof uit de school der cynici
- Diphilus (ca. eind 4e-begin 3e eeuw v.Chr.), dichter van de nieuwe Attische komedie
- Fokas (ca. 300), een christelijke heilige
- Marcion van Sinope (ca. 85 — ca. 160),[6] stichter van de marcionitische kerkgemeenschap
- Mithridates VI van Pontus (132 v.Chr. — 63 v.Chr.), koning van Pontus
- Necmettin Erbakan (1926-2011), politicus
- Hakan Ünsal (1973), voetballer